# اوهروزیم
اوهروزیم (به چکی: Ohrozim) یک منطقهٔ مسکونی در جمهوری چک است که در ناحیه پروستییوو واقع شده‌است.
 اوهروزیم ۶٫۲۷ کیلومتر مربع مساحت و ۴۸۹ نفر جمعیت دارد و ۳۰۵ متر بالاتر از سطح دریا واقع شده‌است.